# Huazhou (Weinan)
Huazhou (chinesisch 华州区, Pinyin Huàzhōu Qū, ehemals Hua (华县, Huà Xiàn)) ist ein chinesischer Stadtbezirk der bezirksfreien Stadt Weinan in der Provinz Shaanxi. Die Fläche beträgt 1.129 Quadratkilometer und die Einwohnerzahl 268.620 (Stand: Zensus 2020). Am Jahresende 2012 hatte Huazhou eine registrierte Bevölkerung von 350.800 Einwohnern und eine ansässige Bevölkerung von 324.300 Personen.
Huazhou befindet sich im Ostteil des Qin-Ling-Gebirgszuges und auf dem Südufer des Flusses Wei He. Es ist gebirgig im Süden, dort befindet sich mit dem Hua Shan einer der heiligen Berge Chinas und eben am Wei-Fluss im Norden; dazwischen befindet sich Schwemmland aus Löss. Auf dem Gebiet von Huazhou gibt es diverse Flüsse, die in den Wei-Fluss münden, dazu gehören Chishui He, Yuxian He, Shiti He, Luowen He, Gouyu He. Der Wenyu He und der Haopingchuan He münden zuerst in den Nördlichen Luo He, der wiederum ein Nebenfluss des Wei He ist.
Huazhou hat ein gemäßigt kontinentales Klima mit einer Jahresdurchschnittstemperatur von 13,4 °C und jährlichen Niederschlägen von durchschnittlich 586,1 mm.
Huazhou verfügt über Lagerstätten von Molybdän, Gold, Silber, Eisen und Granit. Verkehrstechnisch wird es von der Longhai-Bahn, der Autobahn Lianyungang–Khorgas und der Nationalstraße 310 erschlossen; alle drei führen in West-Ost-Richtung durch den Stadtbezirk.
Im Kreisgebiet liegen die neolithische Stätten von Yuanjunmiao und Quanhucun (元君庙—泉护村遗址, Yuánjūnmiào — Quánhùcūn yízhǐ), die neolithische bis Shang-zeitliche Nansha-Stätte, die Qiaoshangqiao-Brücken (桥上桥, Qiáoshàngqiáo) aus der Zeit der Qing-Dynastie, und die Stätte des Wei-Hua-Aufstandes (渭华起义旧址, Wèi-Huá qǐyì jiùzhǐ) vom Jahr 1928, die auf der Liste der Denkmäler der Volksrepublik China stehen.
Darüber hinaus sind die Grabstätte des Herzoges Huan von Zheng, der Ahnentempel und Pailou des Tang-Generals Gou Ziyi, der Schrein für Li Yuanliang, die Yunkongzhi-Pagode aus der nördlichen Song-Dynastie, der Chanxiu-Tempel und Literatur-Tempel aus der Yuan-Dynastie, die Chishui-Brücke, der Hua Shan und der nahegelegene Qianlong-Tempel wichtige Kulturdenkmäler des Bezirks.
Im Kreis Hua lag das Epizentrum des Erdbebens in Shaanxi, das 1556 über 800.000 Tote forderte, und damit das Erdbeben mit der weltweit höchsten bekannten Opferzahl war.

## Administrative Gliederung
Auf Gemeindeebene setzt sich der Kreis Hua aus einem Straßenviertel und neun Großgemeinden zusammen. Diese sind:
- Straßenviertel Huazhou (华州街道);
- Großgemeinde Xinglin (杏林镇);
- Großgemeinde Chishui (赤水镇);
- Großgemeinde Gaotang (高塘镇);
- Großgemeinde Daming (大明镇);
- Großgemeinde Guapo (瓜坡镇);
- Großgemeinde Lianhuasi (莲花寺镇);
- Großgemeinde Liuzhi (柳枝镇);
- Großgemeinde Jindui (金堆镇);
- Großgemeinde Xiamiao (下庙镇).

Der Regierungssitz des Stadtbezirkes befindet sich im Straßenviertel Huazhou.